# Daniele Crespi
Pour les articles homonymes, voir Crespi.
Daniele Crespi (Busto Arsizio, 1597 - Milan, 19 juillet 1630), parent de Giovanni Battista Crespi, est un peintre italien maniériste de l'école lombarde.

## Biographie
Daniele Crespi se forme à l'école de peinture instituée par le cardinal Federico Borromeo à l'Académie Ambrosiana de Milan où son maître fut Giovanni Battista Crespi dit il Cerano.
La légende dit que pour mieux peindre les spasmes d'un mort, il se serait laissé entraîner au meurtre et, pour ces raisons, il se serait réfugié à la chartreuse de Milan (certosa di Garegnano).
Mort de la peste, il a laissé, entre autres, une Déposition de Croix, une Lapidation de S. Étienne et la Vie de S. Bruno, à la chartreuse de Milan.
Daniele Crespi avec Il Morazzone et Giulio Cesare Procaccini seront nommés les « peintres de la peste » (parfois emportés comme lui par l’épidémie), la Contre-Réforme encourageant les peintres à multiplier les représentations du nouveau saint Carlo, de martyrs et de miracles.
Carlo Ceresa a été un de ses élèves.

## Œuvres

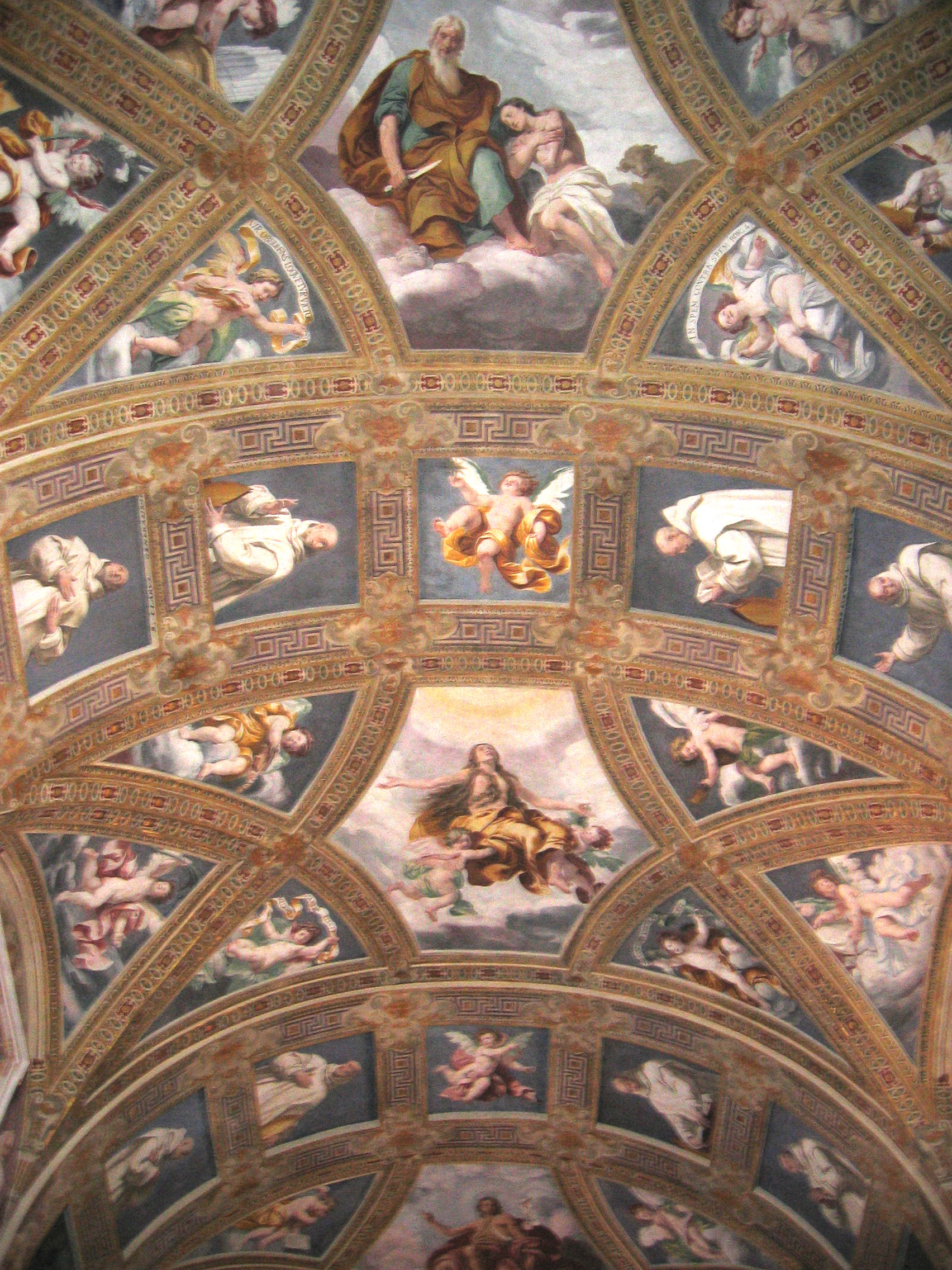
La voûte de la Chartreuse de Garegnano

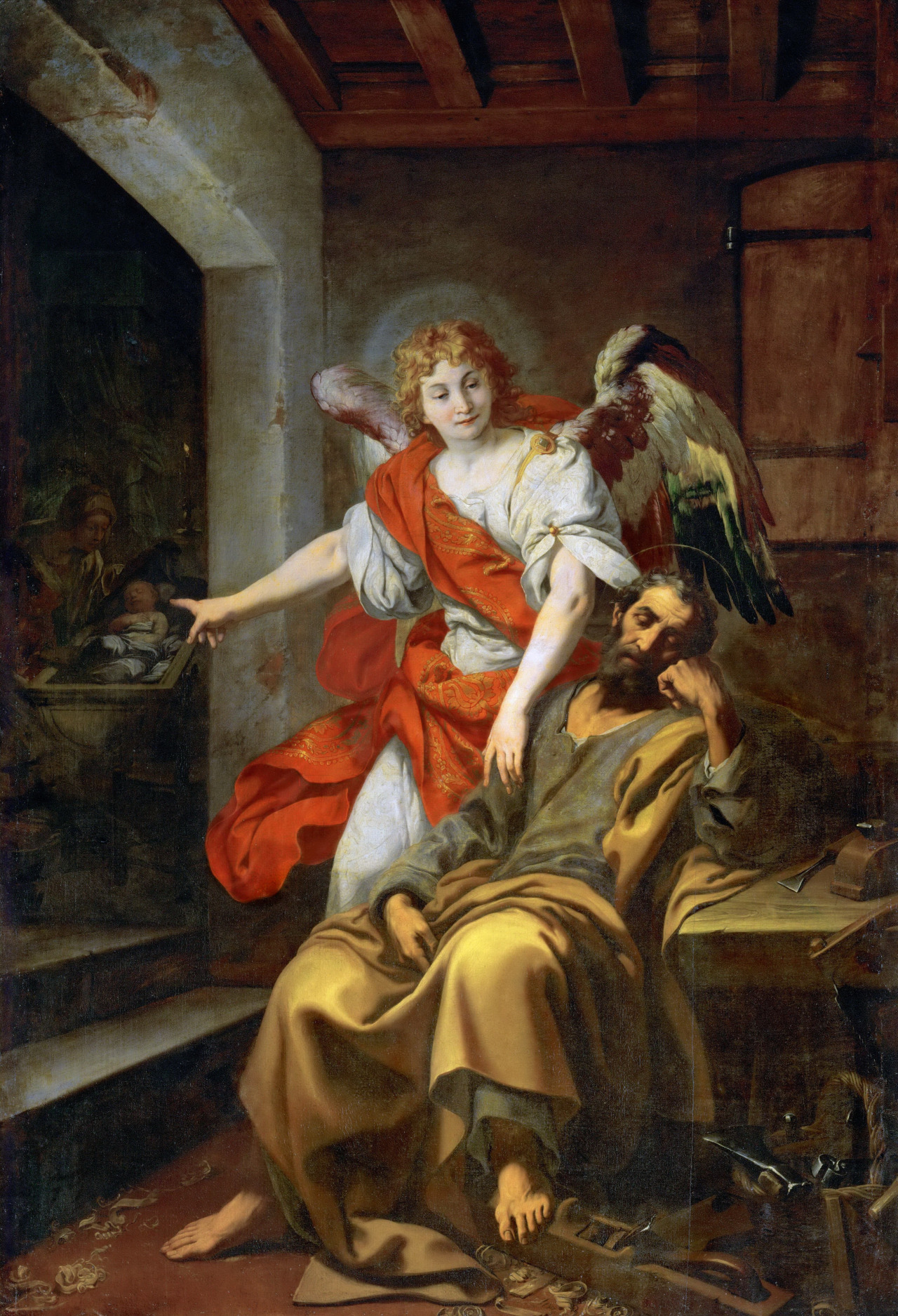
Il sogno di San Giuseppe (Kunsthistorischen Museum)

- Ultima Cena, huile sur toile, Brera (1624-1625)
- Flagellazione, huile sur toile (1626)
- Pietà, huile sur toile, (1626), musée du Prado
- La cena di San Carlo Borromeo, église Santa Maria della Passione, Milan
- Le Cycle de la vie de saint Bruno à la chartreuse de Garegnano, fresques (1629) :
  - La resurrezione di Raimondo Diocrès
  - San Bruno e compagni da Ugo di Grenoble
  - La Benedizione della prima pietra della Grande Chartreuse
  - Apparizione di San Pietro e della Vergine col Bambino a San Bruno e ad alcuni monaci 
  - San Bruno incontra Ruggero di Calabria
  - Apparizione di San Bruno a Ruggero di Calabria 
  - Urbano II approva l'esperienza certosina
  - San Bruno rifiuta la carica arcivescovile
  - Il sacrificio di Isacco, médaillon
  - Maria Maddalena assunta in cielo per ascoltare i cori angelici, médaillon
  - San Giovanni Battista, médaillon
  - Ascensione di Gesù, médaillon
- La Conversione di San Paolo, huile sur toile
- Le Christ mort soutenu par un ange, huile sur toile, 150 × 116 cm, (provient du monastère de la Visitation de Rouen), musée des beaux-arts, Rouen.
- Cristo Morto sorretto da un angelo, huile
- Gesù Crocifisso tra San Francesco d'Assisi e San Carlo Borromeo, huile
- Estasi di una santa - huile sur toile de 258 cm × 180 cm, basilique Santissima Annunziata del Vastato, Gênes
- Fresques du chœur et du petit cloître et retable du transept de la chartreuse de Pavie.
- Il sogno di San Giuseppe, Kunsthistorisches Museum, Vienne
- Portrait d'homme, musée des beaux-arts de Lyon, inv. no 1946-62
- Le martyre de saint-Sébastien, musée des beaux-arts de Brest[1].

## Sources
- (it) Cet article est partiellement ou en totalité issu de l’article de Wikipédia en italien intitulé « Daniele Crespi » (voir la liste des auteurs).